# Žrnovnica (Split)
Žrnovnica település Horvátországban Split-Dalmácia megyében. Közigazgatásilag Splithez tartozik.

## Fekvése
Split központjától légvonalban 9, közúton 11 km-re keletre, a Mosor-hegység déli része alatti átjáróban, Perun-hegy északnyugati oldalán, a Žrnovica-patak mentén fekszik.

## Története
A régészeti leletek alapján a falu területén már a kőkorszakban éltek emberek. Ezt igazolja az a kőkés, melyet Gračić nevű településrészén találtak. A római kori itteni életről a Gračićon, Krilovačon, Brnikon és a Žrnovičko poljén talált leletek tanúskodnak. A Poljicai Köztársaság történetírói szerint Diocletianus római császár idejében Gračićon vadászház állt, mely ugyanabból az anyagból épült mint a császár spliti palotája. A falu a patakról, az pedig a rajta épített malmokról (horvátul: žrvanj) kapta a nevét. A „žvanj” a két őrlőköves malmoknak a neve volt. A két kő közül az alsó mozdulatlan volt, míg a faállványon rögzített felső kő körbe forgott. Žrvanj volt magának a malomkőnek a neve is. Žrnovnica első írásos említése 1080-ban történt. Szűz Mária tiszteletére szentelt temploma 1178-ban szerepel először írásos forrásban. A középkor végén már több alkalommal is említik a települést. 1352-ben említik először a falu alatti sótelepet. Kedvező fekvése, termékeny mezeje, malmai és sótelepe vonzó volt a birtokosok számára ezért ebben az időszakban többször volt helyszíne birtokvitáknak és összetűzéseknek Split, Omiš, Klissza városai, valamint a spliti érsekség, a káptalan, majd később a velenceiek és a törökök között. A 15. században falvak csoportja állt itt. Plébániáját 1495-ben említik először. A török kilenc évvel Bosznia elfoglalása után 1472-ben támadta először a települést. A ciprusi háború idején 1571 és 1573 között Žrnovica több Split környéki faluval és Poljicával együtt török kézre került. Ezt követően védelmére toronyvárat emeltek. A torony három emeletes volt és a 17. században ura Ahmed solini bég volt. Egyaránt szolgált lakóhelyként és várként is. 1600-ban Kamen török parancsnokának Mustajbégnek a jelentése szerint a vár száz főnyi fegyverforgató harcossal rendelkezett. 1648-ban Kamen eleste után őrsége a várat feladta, így harc nélkül került velencei kézre. A kandiai háborút lezáró békében 1669-ben Žrnovica mégis török kézen maradt és csak 1684-ben szabadult fel végleg. Ezt követően új lakosság települt be és lakossága lényegesen megnövekedett. Újjáalapított plébániáját 1687-ben említik Cosmi érsek. 1711-ben Cupilli érsek egyházlátogatása során megemlíti, hogy templomának oltárán nincs szentségtartó és az épületet sem hozták még rendbe. Ebből a szakemberek arra következtetnek, hogy az új plébániatemplom ekkor még építés alatt volt. 1725-ben felépítették Mária mennybevétele tiszteletére szentelt templomát. A velencei uralomnak 1797-ben vége szakadt és osztrák csapatok vonultak be a Dalmáciába. 1806-ban az osztrákokat legyőző franciák uralma alá került. Napóleon lipcsei veresége után 1813-ban újra az osztrákoké lett. A településnek 1857-ben 569, 1910-ben 1153 lakosa volt. 1901-ben megépült a Štrozanacot Žrnovnicával összekötő első makadámút. Az első postahivatal 1910-ben nyílt  meg a településen. 1918-ban az új szerb-horvát-szlovén állam, majd később Jugoszlávia része lett. A második világháború idején 1941. május 18-án Olaszország része lett. A háború után a szocialista Jugoszláviához került. 1961-ben megnyitották a településre vezető első aszfaltozott utat, az 1970-es években pedig megtörtént a falu útjainak aszfaltozása is. 1991 óta a független Horvátországhoz tartozik. A 20. század második felétől lakosságának száma megtöbbszöröződött, mely elsősorban Split közelségének köszönhető. 2011-ben a településnek 3222 lakosa volt.

## Lakosság
| Lakosság változása | Lakosság változása | Lakosság változása | Lakosság változása | Lakosság változása | Lakosság változása | Lakosság változása | Lakosság változása | Lakosság változása | Lakosság változása | Lakosság változása | Lakosság változása | Lakosság változása | Lakosság változása | Lakosság változása | Lakosság változása |
| ------------------ | ------------------ | ------------------ | ------------------ | ------------------ | ------------------ | ------------------ | ------------------ | ------------------ | ------------------ | ------------------ | ------------------ | ------------------ | ------------------ | ------------------ | ------------------ |
| 1857               | 1869               | 1880               | 1890               | 1900               | 1910               | 1921               | 1931               | 1948               | 1953               | 1961               | 1971               | 1981               | 1991               | 2001               | 2011               |
| 569                | 634                | 706                | 804                | 1.028              | 1.153              | 1.254              | 1.505              | 1.350              | 1.025              | 1.037              | 1.785              | 1.967              | 2.274              | 2.524              | 3.222              |

## Nevezetességei
- Mária mennybevétele tiszteletére szentelt római katolikus plébániatemploma[4] a középkori Szűz Mária templom helyén épült, melyet 1178-ban említenek először. 1363-ban, 1450-ben és 1451-ben is említik. 1495-ben már plébániatemplom volt. 1516-ban megemlítik, hogy nagy költséggel újjáépítették, mivel félő volt hogy összedől. Nem tudni, hogy a török időket hogyan vészelte át, de szükséges volt megújítása. 1687-ben már a mai titulusával, plébániatemplomként említik. Ezt a régi templomot a 18. század elején lebontották és a helyére építették a mai templomot. A régi épületből csak az apszis maradt meg. A plébánia sematizmusa szerint a mai templom 1727-ben lett készen. 1711-ben Cupilli érsek egyházlátogatásakor még építés alatt állt, belső tere még rendezetlen volt. Apszisa, mely a középkori templom maradványa gótikus boltozatú, míg a hajó mennyezete sík. A bejárat felett nagy körablak látható, felette az oromzaton kőkereszt áll. A hajó északi oldalán levő bejárat felett az 1877-es évszám látható bevésve, valószínűleg a bejárat kialakításának dátuma. A keleti falon kis négyágú rozetta látható, melyet valószínűleg a régi templomról raktak át. A templom körül domborműves régi sírköveket találtak, melyeket a templom falába építettek be. A nagy barokk oltár márványból készült, rajta Mária mennybevitelét ábrázoló festménnyel. Az oltár elé 1980-ban építették a szembemiséző oltárt  és ekkor készült a beton kórus is a régi, fából épített kórus helyett. A bal oldali mellékoltár márványból készült, rajta Máriát ábrázoló szoborral. A hajó jobb oldalán szintén Mária-oltár áll rajta Mária mennybevitelét ábrázoló 19. századi festménnyel. A templom északkeleti oldalán áll a kőből épített, piramis alakú toronysisakkal fedett harangtorony. A templomot 1975-ben kulturális műemlékké nyilvánították.
- A gračići Szent Mihály templom[5] a 13. és 14. század fordulóján szabálytalanul faragott kövekből épült román-gótikus stílusban. Egyhajós épület félköríves apszissal. A homlokzat feletti kis harangtoronyban egy harang látható.  Az épületet kőlapokkal burkolták. Homlokzatán halpikkely mintával díszített ókori kőtöredék van befalazva. A belső falakat három, falazott árkáddal tagolták, míg az árkádok sarkai pilonokra támaszkodnak. A hajó gótikus boltozattal fedett, az apszis felett pedig dongaboltozat látható. A falazott oltár az apszist teljes szélességében lezárja, az oltár lapján pedig egyetlen kőből faragták. Az oltár felett sekély mélyedés van kialakítva az oltárkép számára.  A templom körül római téglák töredékeit találták, mely arra enged következtetni, hogy ezen a helyen  már akkor is szakrális épület állt. A templomot a török időkben sem rombolták le, 1709-ben az egyházi vizitáció is megemlíti. 1960-ban kulturális műemlékké nyilvánították.
- A privori Szent Antal kápolnát a 18. században helyi mesterek építették. Falai vakoltak, első tere gótikus boltozattal fedett. Homlokzatán négyágú kőrozetta látható, felette kis barokk elemekkel díszített harangtoronnyal, benne egy haranggal.
- A Szent Fábián és Sebestyén fogadalmi kápolnát a II. világháború idején az olasz megszállók súlyosan megrongálták és ötven évig romos állapotban állt. Végül 1994-ben állították helyre. A kápolna valószínűleg a 18. században épült, de az eredeti épületből csak a harangtorony, a harang és egy négyágú kőrozetta maradt fenn. Az épületet néhányan késő középkori eredetűnek tartják.
- A Žrnovnica folyón található a "Benzonova" vagy "Antonicina" nevű malom.[6] A malom kanalas típusú, melyből kettő van még ma is használatban, ami ritkaság Dalmáciában, ahol régen körülbelül tizenhét volt. A vizet árok és csatorna szolgáltatja. Mészhabarccsal kötött faragott kőből épült. A kőkeretes bejárati ajtó a déli oldalon található, egy fából készült egyszárnyú ajtóval. Az egyik ablak a déli, a másik a nyugati oldalon található.
- Korešnica és Podstrana településeket a Žrnovnica folyón kőhíd[7] köti össze. Ami a felépítést, a híd elemeit, az építés idejét és az építészeti megjelenést illeti más, a 19. században Dalmáciában épített hidakhoz kapcsolódik.

## Kultúra
- A településen 1911-ben alapított fúvószenekar működik. Két énekkara a Klapa Žrnovnica és a Klapa Sv. Florijan.
- 1966-ban a plébániatemplom közelében kegyesrendi kolostort építettek. A szerzetesek a plébánia pasztorális munkájában segédkeznek és templomi énekkart vezetnek. A kolostornak saját házi kápolnája van.

## Sport
A település labdarúgó egyesülete az NK Mosor.